# 張慶瑞
張慶瑞（1957年7月1日—），國立臺灣大學物理學系特聘教授，主要研究量子計算及其應用，自旋電子學、磁記錄原理及應用、巨磁阻來源與應用、拓樸絕緣體與二維電子系統的自旋傳輸、介觀尺寸磁性體的動態翻轉機制等，並為國際電機電子工程師學會會士（IEEE Fellow）、美國物理學會會士（APS Fellow）、俄羅斯國際工程院院士；曾任臺大代理校長。

## 特殊事蹟

### 2005年期間
- 2005年，當時擔任臺灣大學物理系系主任及中華民國物理學會理事長的張慶瑞，一手籌畫臺灣大學二號館原子核實驗室[1]的重建，並爭取教育部世界物理年計畫的支持，在物理系許雲基、王名儒、鄭伯昆教授的協助及林松雲、許玉釧技師的參與，延聘由張幸真博士組成工作團隊與助教、學生的協力製作下，重組完成亞洲第一台直線型加速器。在張慶瑞的全力推動下，於該原子核實驗室原址成立國立臺灣大學物理文物廳，充份發揮其推廣科學教育及科學展示的構想[2]。目前展示之亞洲最早期考克饒夫－瓦耳頓型（英語：Cockcroft-Walton）直線粒子加速器為極為少見的科技歷史文物。由張慶瑞擔任出品人，張幸真為製作人以及導演曾明惠，將物理文物廳的重建過程完整記錄並製成兩部影片發行，一為老技師的物理世界[3]，另一為衝破原子核[4]。
- 2005 世界物理年，是愛因斯坦發現相對論一百週年，也是愛因斯坦逝世五十周年。張慶瑞為2005世界物理年臺灣活動的總負責人，由中華民國物理學會協助策劃一系列「台灣2005物理年」全年活動，包含國際物理高峰會、探索物理博覽會、發掘台灣的愛因斯坦-物理人才發現計畫、女性相關物理活動等。其中全世界同步發起的「419讓物理光耀世界（Physics Enlightens the World）」為全球接力點燈活動，當天共有四十七個國家參與，臺灣有九個地區響應接力點燈，包括東岸花蓮、高雄市工博館、台南市運河、台南縣府廣場、彰化八卦大佛、臺中科博館、新竹同步輻射中心、臺北101大樓及玉山鹿林天文台。此次活動締造了世界第一高的愛因斯坦相對論公式 = 、在玉山鹿林點亮全台灣最高的燈、以及在新竹同步輻射中心點出台灣最大光源的燈。活動獲得廣大民眾的熱烈參與及迴響，非常圓滿成功[5]。此次臺北101大樓點燈拼字乃為該大樓首次利用外牆拼字，構想為張慶瑞提出之節能想法，於夜晚時將101大樓燈光數減少而節約能源之方式並同時展現出  = , 此想法與做法獲得世界一致好評，除於次日之國內外各大報頭版報導外，並獲得評審激賞，該活動也獲得了世界物理年『物理光耀世界』全球第一名。101大樓自此之後，方始啓動於每年12月31日跨年之際於大樓拼字。

### 2008年~2011年
- 張慶瑞於國科會國合處長任內推動多項創新國際科技合作方案，包含龍門、千里馬、STB等跨國研究案。更歷經三年努力，多次進出美、日、中、澳、菲等APEC會員經濟體，促成臺菲合作，APEC「 亞太經濟合作颱風與社會研究中心(ACTS)」於2010年11月在臺北成立總部，為APEC（亞太經濟合作會議）建立一個整合颱風資訊蒐集與研究的合作平台[6]。ACTS台北中心目前是設在臺大行遠樓，菲律賓則設有馬尼拉辦事處，APEC會員經濟體可從這兩個地方取得參與國的地面氣象與衛星氣象資料。2010年11月22日在台北舉辦的ACTS開幕典禮上，中國大陸是由上海颱風研究所發信恭賀ACTS的成立[7]。

- 為創造臺灣研發特色，張慶瑞開創國科會『補助在臺成立跨國頂尖研究中心計畫《I-RiCE》（試辦方案）』[8] ，特別設計了三方合作的機制，也就是由科技部(國科會)、申請學校及國外合作單位共同投入資源，希望透過這種全新的合作模式，充分激發臺灣的研究能量，以搶先取得具原創性的關鍵研究或技術突破。開創國內大型產學研中心之先河，分別在臺灣大學成立『Intel/NTU, International Center of Excellence in Cancer Research』[9]，臺灣聯合大學系統成立『UST-UCSD Advanced Bioengineering Research Center』，中央大學成立『The Center for Dynamical Biomarkers and Translational Medicine』[10]，中興大學成立『Plant and Food Biotechnology Center』[11]。

### 2014年~2017年
- 張慶瑞於擔任國立臺灣大學行政副校長期間，積極推動國立臺灣大學、國立臺灣師範大學、國立臺灣科技大學三所研究型大學組成國立臺灣大學聯盟，並負責相關行政事務；三校於2016年3月由教育部正式核定成立國立臺灣大學系統，張慶瑞擔任臺大系統首任執行長[12]，原校長楊泮池院士因捲入弊案疑雲而拒絕續任校長，張遂一度以臺灣大學代理校長身分暫兼臺灣大學系統總校長，嗣於9月30日因參選新任校長而請辭。
- 與國立臺灣大學、國立臺灣師範大學、國立臺灣科技大學三校學生會聯合辦理【成功之母】講座，邀請成功各界人士介紹失敗經驗，引起社會好評，強調成功經驗困難複製，但失敗經驗可以避免。

### 2018-現在
- 2018 與IBM 協調在台灣成立NTU-IBM quantum computer Hub, 2019年1月1日正式成立並擔任中心主任，在科技部支持下負責在台灣開始推動量子電腦之教育與使用。主要工作在量子電腦推廣，教育與研發，使用IBM 53 qubits 於基礎程式與應用開發中。

- 2019 年九月於台大通識課程中開設《CXO的應用物理學》，首開將物理學定量思維與管理學的實務案例結合，由力學，電磁學，熱力學與近代物理嘗試激發管理思維新模式，是物理嫉妒的一種新型態--《物理管理學》。
- 2020 年九月在溪頭舉辦台灣第一屆量子黑客松競賽，並與十月正式成立【台灣量子電腦暨資訊科技協會】，擔任首任理事長，積極推動台灣量子科技相關事宜。

## 學歷
- 臺北市立新興國民中學 第一屆畢業生
- 臺北市立建國高級中學
- 國立臺灣大學物理學系學士（1979）
- 美國加州大學聖地牙哥分校物理學碩士（1985）
- 美國加州大學聖地牙哥分校物理學博士（1988）

## 經歷
- 鴻海董事(2025-)
- 中原大學物理學系講座教授(2020-)
- 鴻海研究院諮詢顧問(2020- )
- 中原大學企業管理學系兼任講座教授(2019-)
- 工業技術研究院材料研究所研究員（1988－1989）
- 臺灣大學物理學系副教授（1989－1994）
- 臺灣大學物理學系教授（1994-）
- 臺灣大學物理學系系主任（2001－2007）
- 國科會國際合作處處長（2008－2011）
- 臺灣大學理學院院長（2011－2013）
- 臺灣大學特聘教授（2012.08- ）
- 臺灣大學行政副校長（2013.06－2019.01）
- 臺灣大學代理校長（2017.6.22－2017.9.30）
- 臺灣大學IBM 量子電腦中心主任 (2019.1.17-)

### 其他學術與專業團體服務
- 台灣量子電腦暨資訊科技協會理事長（2021-2023)
- 中華民國物理學會理事長（2004－2005）
- 2005 世界物理年臺灣活動總負責人（2005）
- 國際電機電子工程師學會臺灣磁性分會主席（2005-2008）
- 臺灣磁性技術協會理事長（2007－2010）
- 世界物理聯盟女性物理工作小組委員 IUPAP（2009-2011）
- InterMag 2011, Taipei 國際磁學會議 General Chair （2011）
- 亞洲磁性學會聯盟(AUMS)主席（2012-2013）
- 世界物理聯盟IUPAP C9 磁性分會副主席（2012-2014）
- 國立新加坡大學物理系國際審查委員（2014）
- 日本國立研究開發法人物質材料研究機構(NIMS)國際顧問委員（2011-2016）

## 研究領域
- 量子計算及其應用、凝態物理學、自旋電子學、磁記錄原理及應用、巨磁阻來源與應用、多層膜的異向能、介觀尺寸磁性體的動態翻轉機制、磁化的弛緩效應、拓樸絕緣體與二維電子系統的自旋傳輸

## 學術榮譽
- 俄羅斯國際工程院院士 (2017)
- 巴黎十三大學榮譽客座教授 (2014-2015)
- 臺灣大學特聘教授 (2012-2015) (2015-2018)
- 俄羅斯國際工程院通訊院士 (2011)
- 臺灣磁性技術協會2011磁性技術獎章(2011)
- 國際電機電子工程師學會(IEEE) Fellow (2010)
- 美國物理學會(APS) Fellow (2009)
- 臺大博士論文指導首獎Lam research Inc. Award (2008)
- 臺灣物理學會特殊貢獻獎(2007)
- 臺積電指導博士生研究材料類首獎(2006)
- 世界物理年『物理光耀世界』全球第一名 (2005)
- 臺灣資訊儲存協會研究獎(2005)
- 臺大產業貢獻獎(2004)
- 臺灣磁性技術協會傑出研究獎(2004)
- 臺大校優良教學獎(1999)
- 臺大最佳非同步教學獎(1999)
- 國科會優等研究獎(1991-1996)

## 著作
- 《量子科技革命：Q世代的未來》（2022, 現代財經基金會出版，ISBN 9789865812935）

## 相關連結
- 國立臺灣大學物理系張慶瑞教授頁面 （页面存档备份，存于）
- 俄羅斯國際工程院臺灣分會
- 臺灣大學物理文物廳 （页面存档备份，存于）
- 國立臺灣大學系統 （页面存档备份，存于）